# یواس‌اس هالکیون (اس‌پی-۵۱۸)
یواس‌اس هالکیون (اس‌پی-۵۱۸) (به انگلیسی: USS Halcyon (SP-518)) یک کشتی بود که طول آن 61' بود. این کشتی در سال ۱۹۱۶ ساخته شد.